# فرانچسکو کسیگا
فرانچسکو کسیگا (ایتالیایی: Francesco Cossiga؛ زاده ۲۶ ژوئیهٔ ۱۹۲۸ – درگذشته ۱۷ اوت ۲۰۱۰) یک سیاست‌مدار اهل ایتالیا بود که از تاریخ  ۳ ژوئیه ۱۹۸۵ تا تاریخ  ۲۸ آوریل ۱۹۹۲ سمت ریاست جمهوری, از تاریخ  ۴ اوت ۱۹۷۹ تا تاریخ  ۱۸ اکتبر ۱۹۸۰ سمت نخست وزیری, از تاریخ تا تاریخ ۳ ژوئیه ۱۹۸۵ سمت ریاست سنا و از تاریخ ۱۲ فوریه ۱۹۷۶ تا تاریخ  ۱۱ مه ۱۹۷۸ سمت وزارت کشور ایتالیا را برعهده داشت.

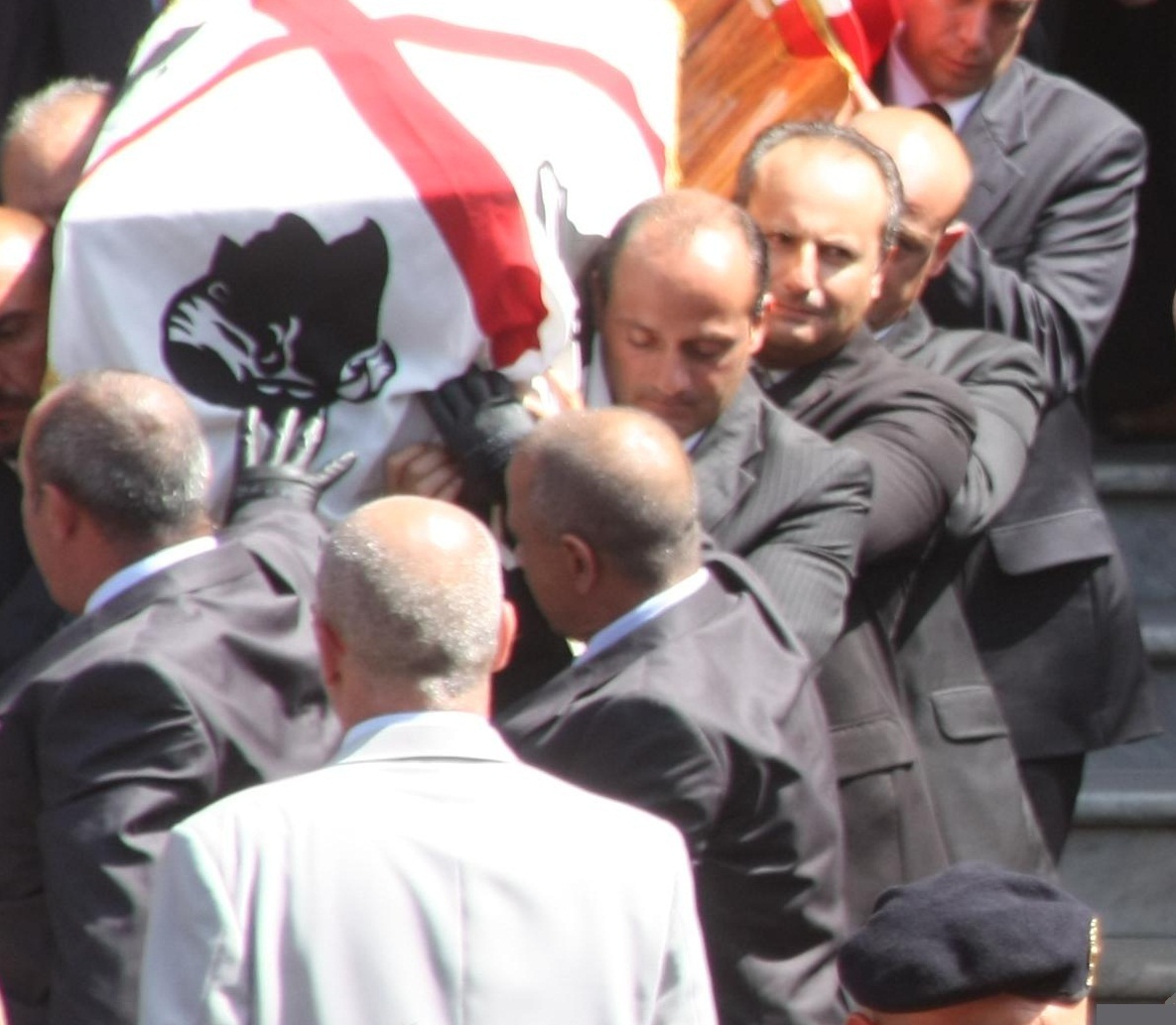
تشییع جنازه فرانچسکو کسیگا، ۱۹ اوت ۲۰۱۰

## درگذشت
فرانچسکو کسیگا در ۱۷ اوت ۲۰۱۰ در سن ۸۲ سالگی بر اثر مشکلات تنفسی درگذشت.